# 実相院 (足立区)
実相院（じっそういん）は、東京都足立区にある真言宗豊山派の寺院。

## 歴史
奈良時代、行基によって開山されたといわれている。1063年（康平6年）、源頼義・義家父子が前九年の役勝利に感謝して寺領を寄進して以降、次第に寺運興隆していった。
かつては現在よりも大規模な寺院であり、1744年（寛保4年）に紀州藩世子徳川宗将より両界曼荼羅の寄進を受けている。しかし、1855年（安政2年）の大地震で大破し、現本尊の聖観世音菩薩を安置していた横沼観音堂に寺院機能を集約して現在に至っている。このような歴史的経緯もあり、山門から入って正面に見える仏堂は旧横沼観音堂であり、横にも仏堂がある。この仏堂が実質的な本堂となっている。
伊興七福神めぐりの大黒天・弁財天・毘沙門天を安置している。

## 交通アクセス
- 竹ノ塚駅より徒歩12分。